# انجمن مدیریت ایران
انجمن مدیریت ایران یکی از قدیمی‌ترین انجمن‌های علمی ایران است که از ۵ آذر ۱۳۴۷ تاکنون در راستای گسترش دانش مدیریت در ایران فعالیت می‌کند. هم‌اکنون مجید قاسمی (دکتری اقتصاد) رئیس هیئت مدیره این انجمن است.